# Alice Quinn
Pour les articles homonymes, voir Quinn.
Œuvres principales
L'Appel de l'or (2013)
Un palace en enfer (2013)
Le Garçon qui rêvait de voler en Cadillac (2016)
La Lettre froissée (2018)
Le Portrait brisé (2019)
Brille, tant que tu vis (2018)
Le Parfum de la tendresse (2021)
Un meurtre peut en cacher un autre (2023)
Alice Quinn est le pseudonyme d'une écrivaine française, née en 1965. Elle vit dans le Sud de la France. Elle explore des genres différents : humour, suspense, historique, noir, feel-good, cosy mystery.

## Biographie
Née en 1965, Alice Quinn a des origines lorraines et italiennes. Son père, ouvrier dans les mines, subit la première grande vague de licenciements. La famille décide de se rapprocher de la mer et de ses racines méditerranéennes. C'est ainsi qu'Alice Quinn arrive à Cannes. Elle y suit toute sa scolarité. Pendant ses études en scénographie aux Arts décoratifs de Nice, elle travaille en tant qu'ouvreuse dans un cinéma puis, tombée amoureuse du 7e Art, devient décoratrice pour les films de René Allio tout en écrivant des scénarios de courts métrages pour le producteur Humbert Balsan. Transformé en roman jeunesse, l'un d'eux sera d'ailleurs son premier ouvrage publié. Avec le décès de René Allio, puis l'arrivée de ses enfants, commence une période de recentrage sur l'écriture. Publiée principalement avec des romans jeunesse, elle prend ses distances avec le cinéma.
Après plusieurs romans publiés, elle décide de se lancer en indépendante dans le numérique. Elle prend le pseudonyme de Alice Quinn, puis crée le personnage de Rosie Maldonne avec son roman Un palace en enfer qui devient le numéro 1 des ventes numériques en France en 2013. Les Éditions Michel Lafon publient le roman au format papier en France et au Canada. Amazon Publishing US la contacte pour traduire le roman en anglais. C'est sous le titre Queen of the Trailer Park qu'est publié son roman qui devient un succès numérique outre-atlantique. À partir de ce moment, elle se consacre à l'écriture. Alice Quinn devient un auteur hybride, c'est-à-dire qu'elle est à la fois éditée par des éditeurs traditionnels et par elle, en indépendante.
À propos de la série Rosie Maldonne, l'auteure a déclaré : « Ce qui me plaît le plus dans cette série, c’est ce travail sur la langue, sur les expressions populaires détournées, sur l’argot très spécial de Rosie, qui n’appartient qu’à elle, tout ceci sur un ton d’extrême comédie, de burlesque. Mes sources d’inspiration sont à la fois Mark Twain, Donald Westlake, San-Antonio, Charles Exbrayat, et j’en passe… ».
En 2016, elle signe Le Garçon qui rêvait de voler en Cadillac. Il s’agit de la rencontre improbable d’un enfant de la DDASS fugueur, avec un vieil accordéoniste de jazz-musette et la situation rocambolesque qui en découle.
À l'inverse, dans Fanny N., roman très noir, l'auteure raconte l'histoire d’une psychopathe obèse et schizophrène, dont l'obsession est d'avoir un bébé à tout prix.
Dans sa série des Enquêtes à la Belle-Époque, démarrée avec La Lettre froissée (City Éditions, 2018), Alice Quinn revisite l'histoire de la naissance de la ville de Cannes comme station balnéaire, avec un trio étonnant : une courtisane née dans le quartier pauvre de la vieille ville, une aristocrate anglaise déclassée, et Guy de Maupassant. L'occasion d'explorer aussi la place des femmes sous la IIIe République.
C’est à ce moment qu’Alice Quinn décide de visiter le genre « feel good », ou comédie romantique, avec plusieurs titres comme : Brille tant que tu vis ! ou Le Parfum de la tendresse.
Tout en choisissant dès le début d’écrire et de revendiquer  l’écriture d’une littérature « de genre », elle aspire également à éviter redondance ou lassitude dans un domaine précis. Chaque nouvelle incursion dans un genre bien défini est pour elle une jubilation, une découverte, une chance de jouer avec les mots, d’expérimenter de nouvelles structures narratives et d’explorer des « tropes » inédits.
En 2023, Alice Quinn inaugure une nouvelle série écrite avec Sandra Nelson, Le Chat du Rocher. Dans cette série de cosy mystery, l'héroïne Calypso Finn est une ex-actrice de telenovelas reconvertie en brocanteuse dans le village du Rocher. Se trouvant mêlée à des affaires criminelles, elle tente de les résoudre, avec l'aide de son fidèle coéquipier, un chat grincheux qui se prénomme Poker.
Alice Quinn a une chaîne sur Youtube : on y trouve des vidéos d'entretiens à bâtons rompus avec d'autres auteurs, des trailers de ses romans et des extraits de ses romans lus.

## Œuvre

### SérieLe Chat du Rocher
Cosy mysteries sur la Riviera, écrits avec Sandra Nelson
1. Un meurtre peut en cacher un autre. Bookelis, 07/2023, 400 p.  (ISBN 979-10-359-9558-4)
2. Un pudding de Noël funeste. Bookelis, 11/2023, 282 p.  (ISBN 979-10-424-0978-4)
3. Fatale Monna Lisa. Bookelis, 06/2024, 264 p.  (ISBN 979-10-424-3491-5)
4. L'Affaire du sapin assassin. Bookelis, 09/2024, 270 p.  (ISBN 979-10-424-2904-1)
5. Meurtre dans un bain d'encre. Bookelis, 01/2025, 298 p.  (ISBN 979-10-424-3276-8)

### SérieAu pays de Rosie Maldonne
Comédies policières
1. Un palace en enfer (2013). Neuilly-sur-Seine : Michel Lafon, 2015, 381 p.  (ISBN 978-2-7499-2506-6) (BNF 44286799) Rééd. Paris : France loisirs, coll. « Piments », 2015, 413 p.  (ISBN 978-2-298-10650-3) (BNF 45039282) ; Cannes : Alliage association, 2019, 400 p.  (ISBN 979-10-227-9235-6) Traduit en anglais par Alexandra Maldwyn-Davies, sous le titre Queen of the Trailer Park : A Rosie Maldonne Mystery. Seattle, WA : Amazon Book Crossing, 2015.  (ISBN 9781477827567) ; Version audio lue par Carly Robins. Brilliance Publishing, 10/2015. CD MP3.  (ISBN 9781511311144) Traduit en espagnol par Noemí Sobregués sous le titre Un palacio en el infierno: En el país de Rosie Maldonne. Barcelone : Grijalbo, 09/2015, 336 p.  (ISBN 9788425353079)
2. Rosie se fait la belle (2015). Bernay : City Éditions, coll. « Poche », 2018, 426 p.  (ISBN 978-2-8246-1200-3) (BNF 45498681) Traduit en anglais par Alexandra Maldwyn-Davies, sous le titre Queen of the Hide Out : A Rosie Maldonne Mystery. Seattle, WA : Amazon Book Crossing, 02/2016, 396 p.  (ISBN 9781503948310) ; Version audio lue par Carly Robins. Brilliance Publishing, 02/2016. CD audio  (ISBN 9781511310772) ; CD MP3  (ISBN 9781511310789)
3. L'Ombre du zèbre (2016). Cannes : Alliage association, 01/2019, 400 p.  (ISBN 979-10-227-9297-4) Traduit en anglais par Alexandra Maldwyn-Davies, sous le titre Queen of the Masquerade : A Rosie Maldonne Mystery. Seattle, WA : Amazon Book Crossing, 11/2016, 398 p.  (ISBN 9781503939493) ; Version audio lue par Carly Robins. Brilliance Publishing, 11/2016. CD audio  (ISBN 9781531866068) ; CD MP3  (ISBN 9781531866075)
4. Nom de code : Mémé Ruth (2017). Cannes : Alliage association, 02/2019, 424 p.  (ISBN 979-10-227-9481-7)
5. Maldonne au Festival de Cannes (2020). Cannes : Alliage association, 02/2020, 416 p.  (ISBN 979-10-359-3205-3)

### Série desEnquêtes à la Belle Époque
Romans policiers historiques
1. La Lettre froissée. Bernay : City Éditions, 01/2018, 412 p.  (ISBN 978-2-8246-1121-1) (BNF 45429234) Traduit en anglais par Alexandra Maldwyn-Davies, sous le titre The Crumpled Letter (Belle Epoque Mystery Book 1). Seattle, WA : Amazon Book Crossing, 09/2018, 382 p.  (ISBN 9781503904361) ; Version audio lue par Elizabeth Knowelden. Brilliance, 09/2018. CD audio.  (ISBN 9781978628984) ; CD audio MP3  (ISBN 9781978628991).
2. Le Portrait brisé. Bernay : City Éditions, 04/2019, 336 p.  (ISBN 978-2-8246-1446-5) En 1888, à Cannes, dans un contexte de scandale immobilier qui provoque la ruine de plusieurs notables, une jeune courtisane, Lola, tente de disculper Anna, sa protégée, qui est accusée du meurtre du banquier Henri Cousin. Elle mène l'enquête avec l'aide de sa gouvernante, Miss Fletcher, qui est secrètement amoureuse de sa maîtresse, et de Guy de Maupassant, un de ses hôtes. Traduit en anglais par Alexandra Maldwyn-Davies, sous le titre The Shattered Portrait (Belle Epoque Mystery Book 2). Seattle, WA : Amazon Book Crossing, 02/2020.  (ISBN 9781542044431) ; Version audio. Brilliance, 09/2019. CD audio.  (ISBN 9781721367856) ; CD audio MP3, 02/2020.  (ISBN 9781721367863).
3. Le Carnet volé. Bernay : City Éditions, 07/2020, 320 p.  (ISBN 978-2-8246-1749-7) À Cannes, un jeune messager meurt dans les bras de Lola, une courtisane à qui il fait promettre de sauver sa sœur disparue en lui confiant un mystérieux carnet. Ce décès fait partie d'une étrange série noire sur laquelle la jeune femme enquête, assistée de sa gouvernante et de son ami Guy de Maupassant.

### Autres romans
- L'Appel de l'or (roman d'aventure), sous le pseudonyme de Jack Leroy. Cannes : Alliage association, coll. "Aventure", 03/2013, 453 p. (édition numérique)
- Un été empoisonné (novella, 2015). Cannes : Alliage association, 11/2018, 42 p.  (ISBN 978-2-36910-036-2)
- Le Garçon qui rêvait de voler en Cadillac (comédie policière, 2013). Bernay : City Éditions, 08/2016, 216 p.  (ISBN 978-2-8246-0801-3) (BNF 45126562) Publié initialement en version numérique sous le titre Banco (Alliage association, 2013) Traduit en anglais par Alexandra Maldwyn-Davies sous le titre The Boy who dreamed of flying in a Cadillac : A feel good mystery novel. Cannes : Alliage association, 11/2018, 278 p.  (ISBN 9782369100348)
- Fanny N. (roman noir). Paris : les Indés, 01/2017, 157 p.  (ISBN 978-2-37548-028-1) (BNF 45493425)
- Brille, tant que tu vis (comédie romantique feel-good). Cannes : Alliage association, 11/2018, 230 p.  (ISBN 978-2-36910-037-9)  (ISBN 979-10-227-8171-8)
- La Petite Fabrique du bonheur (roman feel-good). Cannes : Alliage association, 2020, 389 p. Version audio lue par Katherine Pageon. Éditions SAGA Egmont, 02/2022.
- Mes yeux pour ton cœur (novella feel-good). Cannes : Alliage association, 08/2020, 66 p.  (ISBN 9791035924829). Rééd. Grands caractères. Alliage association, 01/2021, 147 p.  (ISBN 9782369100539). Une courte nouvelle où l'on retrouve des personnages de La Petite Fabrique du bonheur.
- Le Parfum de la tendresse : un roman vibrant d'émotion et d'espoir (roman feel-good). Saint-Luce-sur-Loire : Bookelis, 07/2021, 454 p.  (ISBN 979-10-359-2064-7)
- Love me doux : un Noël givré en Provence : une comédie romantique pétillante et gourmande (roman feel-good) / écrit avec Sandra Nelson. Saint-Luce-sur-Loire : Bookelis, 10/2021, 302 p.  (ISBN 979-10-359-5403-1)

### Roman jeunesse
Série Tanaga
1. Les Écorcheurs. CreateSpace Independent Publishing Platform, 07/2016, 190 p.  (ISBN 9781535122597)
2. Torfed. CreateSpace Independent Publishing Platform, 07/2016, 292 p.  (ISBN 9781535303941)

### Théâtre
- Devine qui vient hanter ce soir ? : une comédie fantomatique / Sandra Nelson et Alice Quinn.

### Recueil collectif de poésies
- L'Envol des haïkus : l'infinité de l'instant / avant-propos de Alice Quinn et Olivier Delahaye. Vachères : Silence, on lit, 11/2019, 200 p.  (ISBN 979-10-359-1731-9)

### Essais
- Divagations autour de "La Lettre froissée". Cannes : Alliage association, 12/2017, 145 p.  (ISBN 9782369100324)
- Le Carnet des recettes du roman "Love me doux : un Noël givré en Provence" / Sandra Nelson & Alice Quinn. Cannes : Alliage association, 12/2021, 88 p.  (ISBN 979-10-359-5903-6)
- Carnet de notes pour écrire un romance. Cannes : Alliage association, 07/2023, 94 p.  (ISBN 9782369100676)
- Comment écrire un cosy mystery : une méthode pour réussir votre roman de A à Z. Cannes : Alliage association, 02/2024, 316 p.  (ISBN 9782369100706)

### Sources
1. ↑  Alice Quinn, « Où sont les femmes ? », Le Off des auteurs, 13 janvier 2018.
2. ↑  Fiche auteur sur le site de l'Agence régionale du livre Provence Alpes Côte d'Azur.
3. ↑  Jérôme Peugnez, « Interview de l'auteure Alice Quinn », polar.zonelivre.fr, 3 décembre 2017.
4. ↑  Laurence Lucchesi, « Alice Quinn, reine cannoise du policier burlesque », Nice-Matin n° 2015, 7 juin 2015.
5. ↑  Florence Aubenas, « L'autoédition, cheval de Troie d’Amazon », Le Monde, 9 octobre 2015.
6. ↑  Alexandra Saviana et Nedjma Vanegmond, « Amazon va-t-il dévorer l'édition ? », Marianne, 13 octobre 2018.
7. ↑  « Qui est Alice Quinn ? », 19/02/2018.
8. ↑  Sarah Terrien, « Cette auteure vous plonge dans un thriller historique de la Belle-Epoque à Cannes », Nice-Matin, 14 février 2018.
9. ↑  Armandine Castillon, « Le phénomène des cosy mysteries, ces polars légers et réconfortants qui cartonnent en librairie », France Info, 31 mai 2023.